# Erylus fromontae
Erylus fromontae är en svampdjursart som beskrevs av Adams och Hooper 200. Erylus fromontae ingår i släktet Erylus och familjen Geodiidae. Inga underarter finns listade i Catalogue of Life.